# هجوم عرعر 2015
في 5 يناير / كانون الثاني 2015 حاول أربعة سعوديون ينتمون لتنظيم داعش التسلل إلى الأراضي السعودية قادمين من العراق ، بالقرب من مركز سويف شمال السعودية الحدودي مع العراق التابع لقرية جديدة عرعر التابعة لمدينة عرعر وعند فشلهم فجر أحدهم نفسه وسط رجال الأمن ما أسفر عن مقتل 3 جنود و مقتل جميع المهاجمين الأربعة.